# حشره‌خوار باریک‌اندام
 حشره‌خوار باریک‌اندام (نام علمی: Sorex gracillimus) نام یک گونه از سرده حشره‌خوارهای دم‌دراز است.